# Червеноврат франколин
Червеновратите франколини (Pternistis afer) са вид средноголеми птици от семейство Фазанови (Phasianidae).
Разпространени са в голяма част от Централна Африка и по източното и югоизточно крайбрежие на континента. Достигат дължина 25 до 38 сантиметра, а на цвят са относително тъмни, кафяви по гърба и сиви или белезникави с черни петна от долната страна.